# 顺天堂大学
顺天堂大学位于日本东京都文京区本鄉，为日本私立大学，建立于1946年，简称：“顺大”。

## 排名
- 萊頓大學世界大學論文引用排名（CWTS）：日本第22名（2014年）[1]

## 历史
- 1838年（天保9年），佐藤泰然（日语：佐藤泰然）、江戸药研堀将兰方医学塾“和田塾”建立。
- 1843年（天保14年），和田塾学校迁址、医学塾顺天堂开设。
- 1873年（明治6年），下谷练塀町九番地迁址、顺天堂医院开办。
- 1875年（明治8年），下谷练塀町迁址汤岛、本乡。
- 1943年（昭和18年），顺天堂医院、顺天堂医事研究会、顺天堂医学专门学校开办。
- 1946年（昭和21年），医科大学升级为重点大学。
- 2009年（平成21年），世界500大學排名中，排名第356名。
- 2010年（平成22年），三島校區、保健看護學部設立。
- 2013年（平成25年），泰晤士高等教育專刊公布2013年包括中東地區在內的亞洲前100名最佳大學排行榜，顺天堂大学排名全亞州第60名

## 校址
- 东京都文京区本乡
- 千叶县印西市平贺学园台
- 千叶县浦安市高洲
- 静冈县三岛市大宮町

## 院系

### 学部（學院）
- 医学部
  - 医学科
- 運動健康科学部
  - 健康科学科
  - 心理学科
  - 健康学科
- 医疗看护学部
  - 看护学科
- 保健看护学部
  - 看护学科
- 國際教養学部（2015年將設立）

### 大學院（研究所）
- 醫学研究科
- 運動健康科学研究科
- 醫療看護學研究科

### 附属医院
- 顺天堂大学医学部附属
  - 顺天堂医院 （东京都文京区）
  - 静冈病院（静冈县伊豆之国市）
  - 浦安病院（千叶县浦安市）
  - 顺天堂越谷病院（埼玉县越谷市）
  - 顺天堂东京江东高龄者医疗（东京都江东区）
  - 练马病院（东京都练马区）

## 姊妹校

### 亞洲地區
- 臺灣臺北市：臺北醫學大學
- 臺灣臺北市：臺北市立大學
- 臺灣高雄市：高雄醫學大學

## 大學入學測驗之學力偏差值
- 2014年：
  - 醫學部：71
  - 医疗看护学部：55
  - 運動健康科学部：54
  - 保健看护学部：51

參考資料：https://web.archive.org/web/20140115064146/http://daigakujyuken.boy.jp/indextoukyouto.html